# Гаркуша, Яков Филиппович
Я́ков Фили́ппович Гарку́ша (1915—1977) — младший лейтенант Рабоче-Крестьянской Красной  Армии, участник Великой Отечественной войны, Герой Советского Союза (1945).

## Биография
Яков Гаркуша родился 14 (по новому стилю — 27) декабря 1915 года в селе Новоромановское (ныне — Арзгирский район Ставропольского края) (по другим данным в селе Алексеевское Курсавского района) в крестьянской семье. Получил неполное среднее образование, после чего работал счетоводом в колхозе. В августе 1942 года Гаркуша был призван на службу в Рабоче-крестьянскую Красную Армию. В 1944 году окончил Саратовское танковое училище. С января того же года — на фронтах Великой Отечественной войны. Принимал участие в Корсунь-Шевченковской, Львовско-Сандомирской, Карпатско-Дуклинской операциях, освобождении Польши и Чехословакии. В звании младшего лейтенанта командовал взводом 2-й танковой роты, 3-го танкового батальона, 237-й танковой бригады (31-го танкового корпуса, 5-й гвардейской армии, 1-го Украинского фронта).
В марте 1944 года под Винницей Гаркуша принял активное участие в отражении нескольких вражеских атак, оказался в окружении, с боем прорвался из него, выведя за собой около роты бойцов. В июле в ходе боёв по уничтожению окружённой немецкой группировки в районе города Золочев Львовской области Украинской ССР Гаркуша уничтожил 2 вражеских танка, самоходное орудие и большое количество солдат и офицеров противника. В августе 1944 года в составе бригады он переправился через Вислу в районе Сандомира и принял активное участие в боях за расширение плацдарма на её западном берегу, уничтожил 9 вражеских огневых точек и около 100 вражеских солдат и офицеров. 20 сентября 1944 года танк Гаркуши был подбит, все члены экипажа получили ранения. Гаркуша вытащил раненых из горящего танка и отправил их в медсанбат, а сам остался в строю и, подняв в атаку пехотинцев, первым ворвался в населённый пункт Рудавка-Рымановска в 17 километрах к востоку от города Дукля. В дальнейшем танковая группа, в составе которой находился взвод Гаркуши, прорвала мощную вражескую оборону на границе с Чехословакией. В тех боях взвод Гаркуши был в авангарде, первым проникнув в глубину оборонительных сооружений противника, уничтожив несколько артиллерийских расчётов и пулемётных точек.
Указом Президиума Верховного Совета СССР от 10 апреля 1945 года за «мужество, отвагу и героизм, проявленные в борьбе с немецкими захватчиками» младший лейтенант Яков Гаркуша был удостоен высокого звания Героя Советского Союза с вручением ордена Ленина и медали «Золотая Звезда» за номером 7708.
В 1948 году Гаркуша был уволен в запас. Проживал в городе Минеральные Воды, работал в совхозе «Первомайский». Скончался 1 февраля 1977 года, похоронен на гражданском кладбище Минеральных Вод.

## Награды
Был также награждён орденами Красного Знамени, Отечественной войны 1-й и 2-й степеней, а также рядом медалей.